# Edmund Dunch
Edmund Dunch (ou Dunche) (14 décembre 1657 - 31 mai 1719) de Little Wittenham, Berkshire et Down Ampney, Gloucestershire, est un homme politique whig anglais qui siège à la Chambre des communes entre 1701 et 1719. Il est maître de la maison royale de la reine Anne.

## Jeunesse
Il est le fils unique de Hungerford Dunch (en), député de Little Wittenham et Down Ampney et de son épouse Catherine Oxton, fille de William Oxton de Hertfordshire. Il est né à Little Jermyn Street, Londres, le 14 décembre 1657, et baptisé le 1er janvier 1658. La citoyenneté de l'arrondissement Wallingford lui est conférée le 17 octobre 1695, et il est proposé à un moment donné comme haut commissaire, mais est battu par James Bertie (1er comte d'Abingdon), qui obtient quinze voix contre six . Le 2 mai 1702, il épouse Elizabeth Godfrey, l'une des demoiselles d'honneur de la reine, et l'une des deux filles et cohéritières du colonel Charles Godfrey, et d'Arabella Churchill, sœur du duc de Marlborough. Sa sœur aînée Charlotte épouse Hugh Boscawen, puis Lord Falmouth.

## Carrière politique
Dunch se joint de bon cœur à la Glorieuse Révolution de 1688 et semble avoir été un Whig tout au long de sa vie. Il est élu sans opposition en tant que député de l'arrondissement de Cricklade lors des deux élections de janvier et novembre 1701, mais est battu lors d'un scrutin en juillet 1702. Il est réélu député de Cricklade aux élections générales de 1705, 1708 et 1710. Aux Élections générales britanniques de 1713, il est réélu sans opposition comme député de Boroughbridge dans le Yorkshire . Il est élu député de Wallingford, une circonscription que plusieurs de ses ancêtres ont occupée au Parlement lors des élections générales de 1715 et siège jusqu'à sa mort quatre ans plus tard .
Selon une rumeur, en juin 1702, Dunch serait créé baron d'Angleterre. La rumeur publique a également affirmé en avril 1704 que son beau-père, le colonel Charles Godfrey, deviendrait caissier de la maison et que Dunch succéderait à Godfrey en tant que maître du bureau des bijoux. Une troisième rumeur, en 1708,affirme que Dunch serait nommé contrôleur de la maison. En fait, il devient maître de maison de la reine Anne le 6 octobre 1708. Lorsque la fonction de contrôleur devient vacante à la mort de Sir Thomas Felton, en mars 1709, Dunch essaie en vain de l'obtenir. Il est privé de son poste en 1710, mais est renommé le 9 octobre 1714 .
Il est membre du Kit-Kat Club, un point de rassemblement pour les partisans des Whigs et, comme c'est la coutume du club, son portrait est dûment peint et gravé. Il a également une réputation de joueur et de bon vivant et aurait dépensé sa fortune au jeu.
Il est décédé le 31 mai 1719 et est enterré dans le caveau familial de Little Wittenham Church le 4 juin, près de Wallingford, dans l'Oxfordshire (alors Berkshire)  dans le village où la famille a son siège depuis plus de 170 ans.

## Famille
Bon nombre des ancêtres d'Edmund sont des parlementaires, notamment ceux de Wallingford. William Dunch, auditeur à la Monnaie pour Henri VIII et Édouard VI, représente Wallingford (1563) et est le shérif du Berkshire (1569-1570). C'est William qui achète le manoir de Little Wittenham en 1552, qui est le siège familial. Son fils, Sir Edmund Dunch (1551–1623), représente Wallingford en 1571 et est le shérif du Berkshire (1586–1587). Son fils, Sir William Dunch (1578-1611), représente Wallingford en 1603. Il épouse Mary Cromwell en 1599, la fille de Sir Henry Cromwell et la tante d'Oliver Cromwell. On pense que les fesses de Mother Dunch, le nom pour les deux collines locales arrondies de Wittenham Clumps, lui sont associées. Le frère de William, Samuel (1592-1666), représente Wallingford en 1620. Le fils de William, Edmund Dunch (1602-1678) (en), est gouverneur du Château de Wallingford, et devient plus tard le baron Burnell d'East Wittenham, bien qu'il ait perdu ce titre à la restauration (c'est le seul titre conféré par le Lord-protecteur et non confirmé par Charles II). Il représentr Wallingford en 1627 et 1640, et est haut shérif du Berkshire. Le fils d'Edmund, Hungerford Dunch (1639-1680), est élu à Wallingford en 1660, mais est élu également à Cricklade. Le fils de Hungerford est cet Edmund Dunch (1657-1719).
Il n'a pas de fils et est le dernier Dunch à représenter Wallingford. Avec sa mort, la lignée masculine de cette branche de la famille Dunch s'éteint. Ses quatre filles héritent des propriétés.
- Catherine est morte jeune et célibataire
- Elizabeth épouse en 1729 Sir George Oxenden (5e baronnet) (1694–1775) (député de Sandwich 1720–1754)
- Harriet épouse le 3 avril 1735 Robert Montagu (3e duc de Manchester).
- Arabella épouse le 6 février 1725 l'homme politique du Yorkshire Edward Thompson (1697-1742) (en)

Dunch est le cousin éloigné d'Oliver Cromwell. Sa femme, qui est l'une des beautés commémorées dans les vers du Kit-Cat Club, est la demi-sœur des enfants illégitimes de Jacques II .